# Sulo möter Brunner
Sulo möter Brunner är ett musikalbum från 2009 av Sulo med texter av Ernst Brunner. 
Inspelningarna gjordes i Polarstudion under producenten Lennart Östlunds ledning. På skivan mevderkade Lasse Tennander,  Staffan Hellstrand och Sara Löfgren samt Sven Zetterberg (på munspel i Jordmust).

## Bakgrund
Ernst Brunners och Sulos historia började 1996 då Sulo arbetade på en lokal tv-kanal på Södermalm och gjorde en serie författarporträtt, bland dem ett om Brunner. De behöll kontakten och deras gemensamma idrottsintresse ledde fram till ett påbörjat bokprojekt om fotbollen och dess plats i samhället.
Sulo bestämde sig för att ett album med dikter som grund inte nödvändigtvis måste vara ett visalbum.

## Låtlista
1. Det ska komma en dag (som måste komma)
2. I månen på mattan
3. Himlen saknar slut
4. Jordmust
5. Svalorna
6. En kväll vid separator
7. Stigarna
8. Det är över
9. Några är kvar
10. Balladen om Brobek
11. Maskrosfältet
12. På vattnet väntar en båt
13. Medan världen passerar förbi
14. Slutkyssen
15. Ängeln har gått

## Medverkande
- Ernst Brunner - sångtextförfattare
- Sulo - sång, gitarr, kompositör
- Micke Häggström - trummor, slagverk
- Ola Nyström - gitarr
- Henrik Widén - orgel, piano, slagverk
- Surjo Benigh - kontrabas
- Lennart Östlund - producent

### Fotnoter
1. ↑  ”Svensk mediedatabas”. http://smdb.kb.se/catalog/id/002488420. Läst 16 april 2011.